# Жаброн
Жабро́н (фр. Jabron) — река на юго-востоке Франции. Правый приток реки Дюранс.

## География
Река Жаброн берёт начало в горах коммуны Лез-Омерг. Течёт на восток и впадает в Дюранс к югу от Систерона. Большая часть русла находится в департаменте Альпы Верхнего Прованса. Протяжённость реки составляет около 37 км. Площадь её бассейна насчитывает 210 км².